# Магістраль для Європи

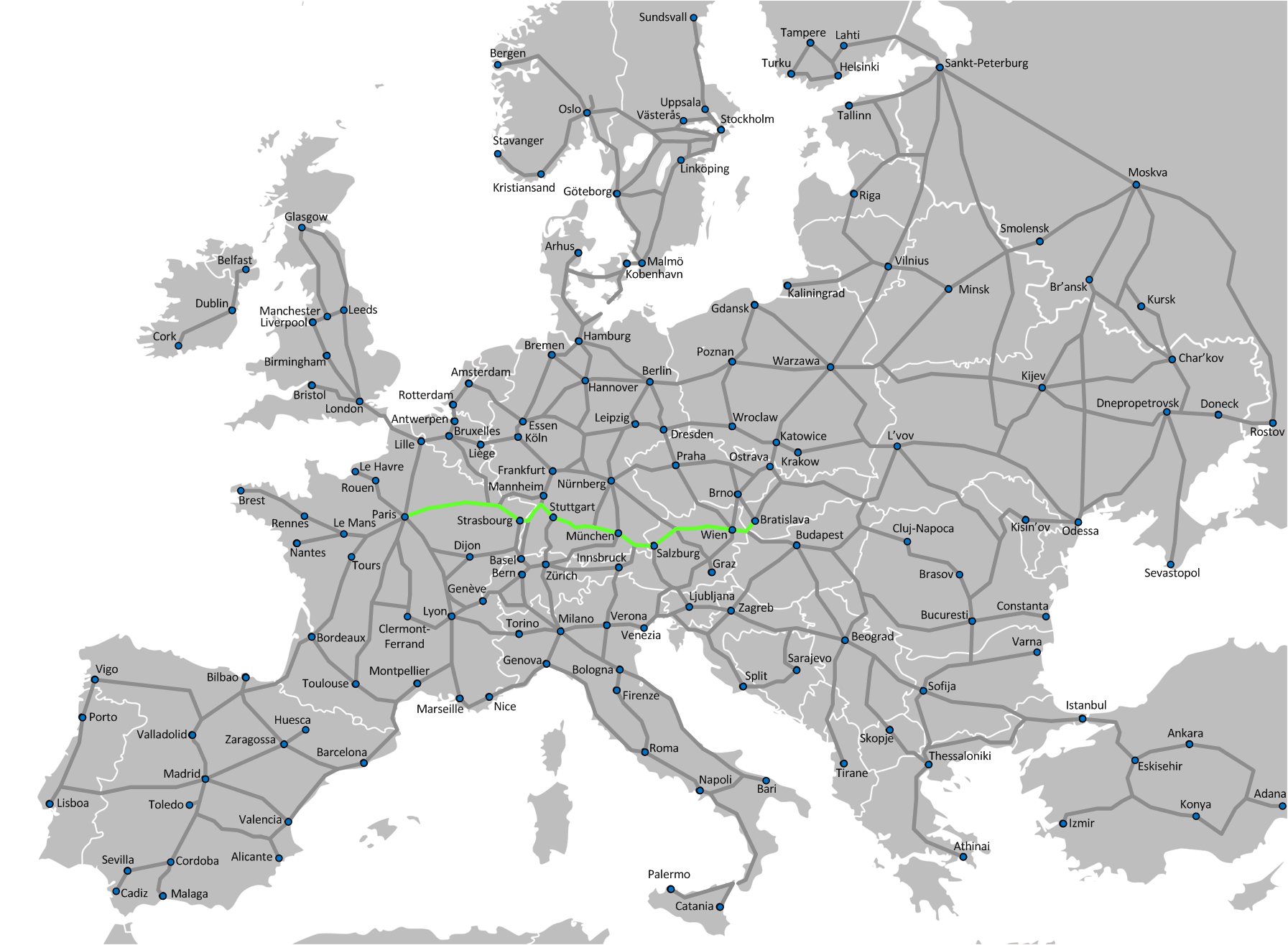
План лінії Париж—Братислава

Магістраль для Європи — проект створення високошвидкісної залізничної лінії між Парижем і Братиславою, в рамках транс'європейських транспортних мереж (англ. Trans-European Transport Networks, TEN-T); в рамках проекту передбачається також відгалуження на Будапешт. В 1995 році Європейська комісія поставила даний проект під № 17 (Париж — Братислава) в своєму списку TEN-T. Будівництво магістралі ведеться на кінець 2010-х: її планується завершити до 2020 року. Магістраль зв'яже 34 мільйони людей в п'яти державах Європи. Загальна протяжність маршруту від Парижа до Будапешта складе 1592 км.

## Секції маршруту
Частини маршруту до 2009 року обслуговували поїзда Orient Express, які сьогодні припинили роботу. На кінець 2010-х залізничне сполучення від Парижа до Штутгарта або до Мюнхена здійснюється компаніями TGV і City Night Line. Крім того, Австрійські федеральні залізниці (ÖBB) в даний час пропонують прямі рейси між Мюнхеном і Будапештом під марками Railjet та EuroNight.

### Франція

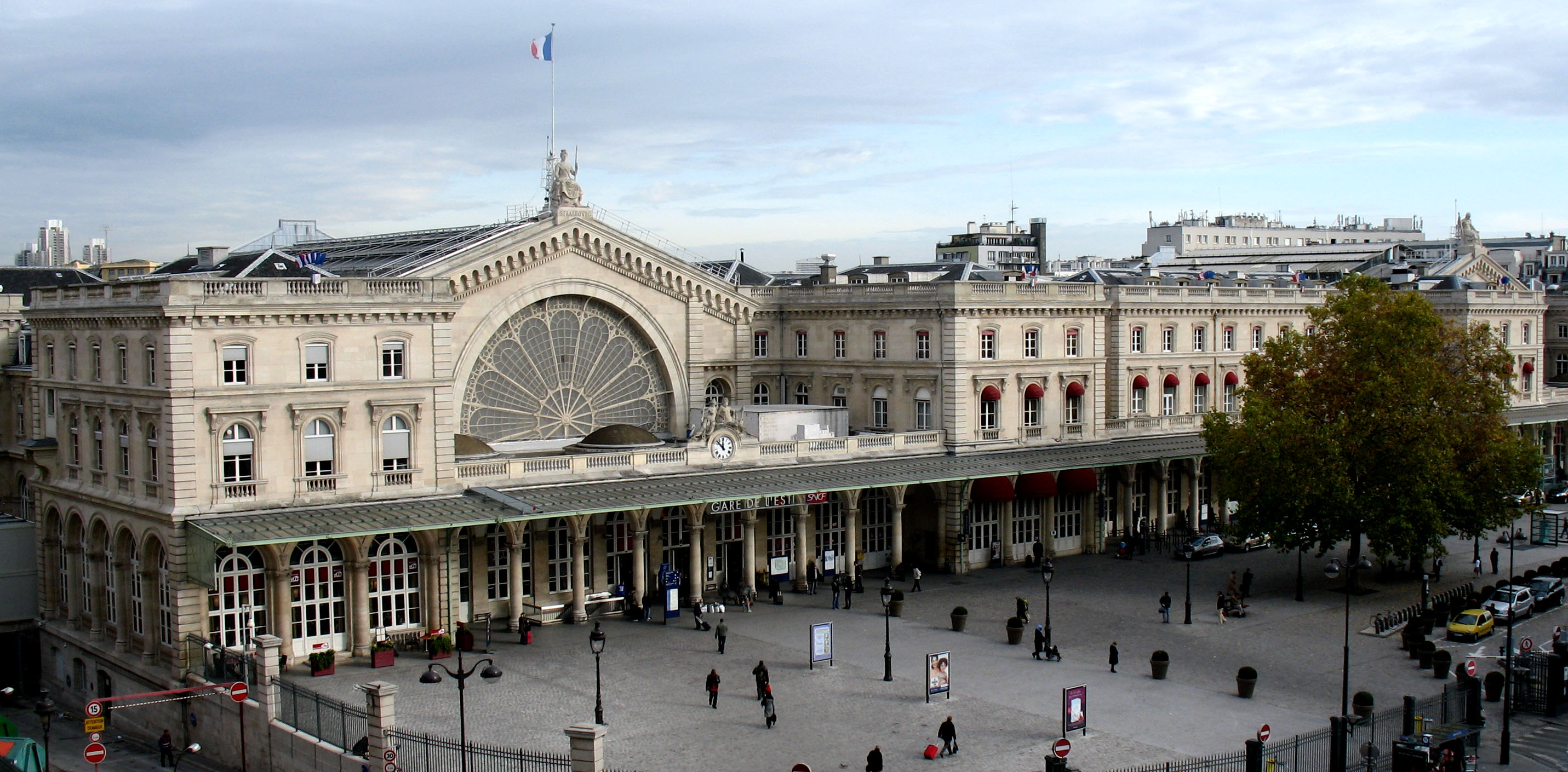
Париж, Східний вокзал

Французька частина лінії отримала назву LGV Est. Перша дільниця даної секції: до Бодрекуру, на схід від Мецу — знаходиться в експлуатації з 2007 року. Друга частина: до Венденайму, біля Страсбургу — відкрилася у липні 2016 року. Нова залізнична лінія дозволяє поїздам рухатися зі швидкістю до 320 км/год і скорочує час у дорозі від паризького Східного вокзалу до реконструйованого вокзалу Страсбурга до двох годин.

### Німеччина

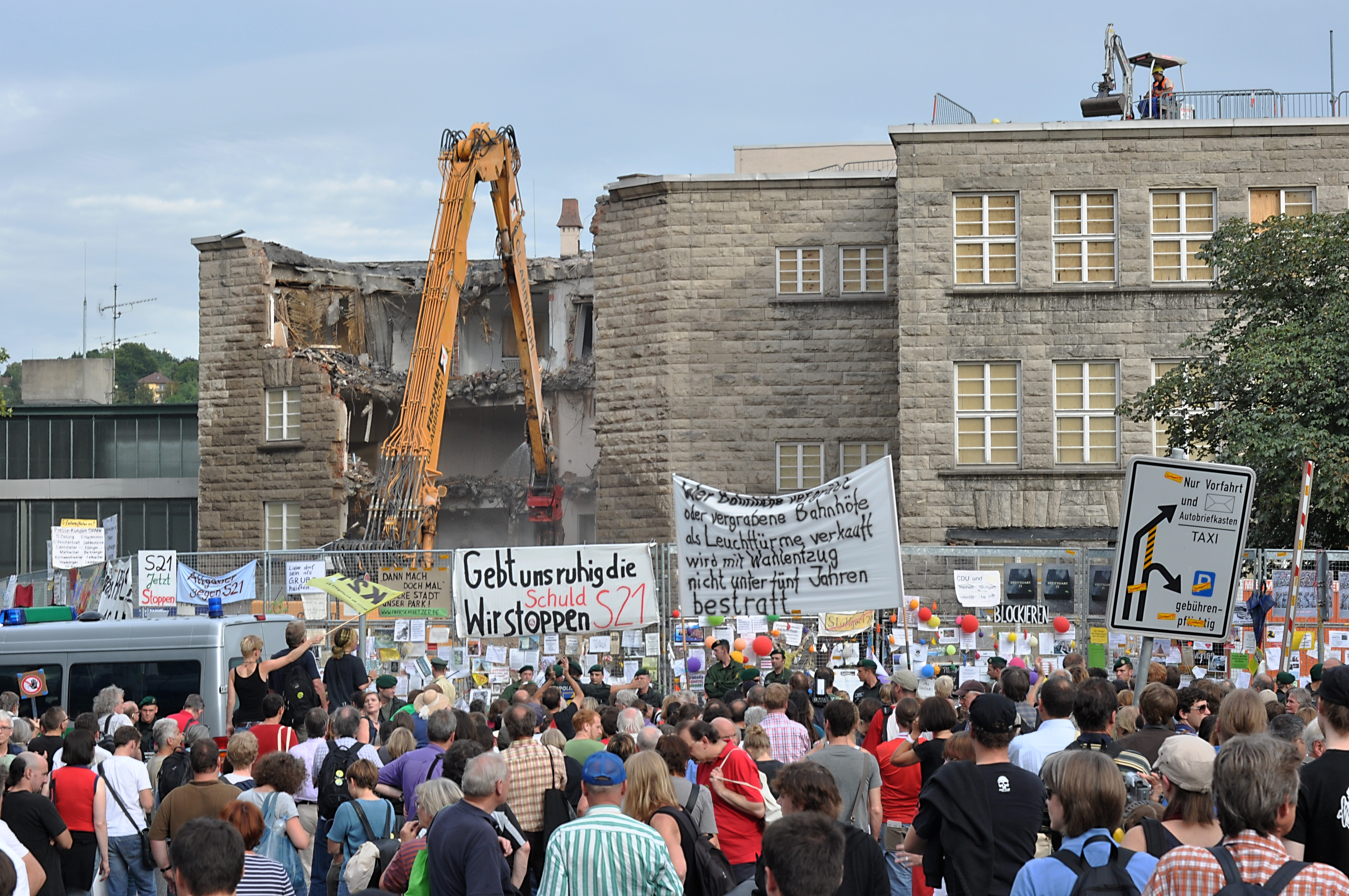
Демонтаж вокзалу у Штутгарті, 2010

У Німеччині лінія прямує залізничним маршрутом Аппенваєр — Страсбург (нім. Europabahn) — від знаменитого Рейнського мосту у Келі до Аппенваєру — а потім прямує залізницею Мангайм — Карлсруе — Базель до Брухзалю. Europabahn розрахований на максимальну швидкість 200 км/год, а Rheintalbahn — 250 км/год. Друга частина оновленого Rheintalbahn мала відкритися в 2014 році. В районі Брухзаль «Магістраль для Європи» проходить залізницею Мангайм — Штутгарт, яка розрахована на максимальну швидкість в 250 км/год. Штутгарт-Головний передбачається перебудувати як наскрізну станцію в ході проекту «Штутгарт-21», що викликає критику .
У Штутгарті магістраль прямує новою залізницею Штутгарт — Аугсбург (включаючи високошвидкісні залізниці Штутгарт — Вендлінген і Вендлінген — Ульм, що замінили залізницю долини Фільс), яка, як очікується, буде завершена в 2020 році і забезпечить максимальну швидкість 250 км/год (між Штутгартом і Ульмом) і 200 км/год на залізниці Ульм — Аугсбург). При цьому залізниця Мюнхен — Аугсбург модернізується для повільніших поїздів (вантажних та близькомагістральних). Плани з реконструкції станції Мюнхен-Головний, аналогічні Штутгарт 21, були скасовані.
Потяги з Мюнхена далі прямують через Зальцбург-Головний залізницею Мюнхен — Мюльдорф та Мюльдорф — Фрайлассінг з максимальною швидкістю 160 км/год. У Фрайлассінг магістраль приєднується до існуючої залізниці Розенгайм — Зальцбург, що перетинає австрійський кордон і з'являється третя колія, що обслуговує потяги Зальцбурзького S-бана.

### Австрія

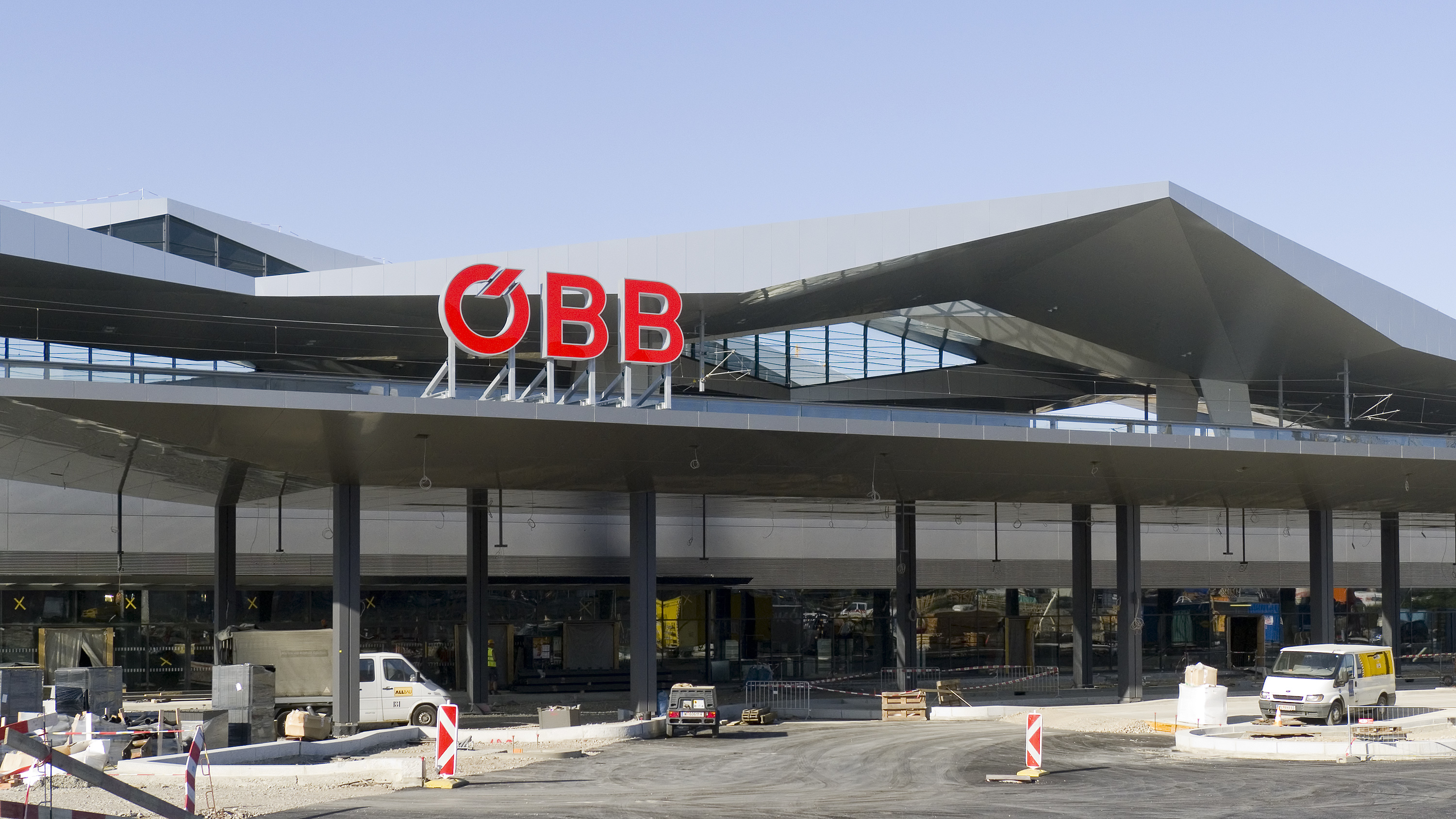
Відень-Головний, 2012

В Австрії лінія Західної залізниці мала бути розширена, щоб скоротити час у дорозі між Мюнхеном, Зальцбургом, Лінцом і Віднем до однієї години на кожній дільниці: дільниця поблизу Лінца вже зазнала модернізацію (жовтень 2012 року), що забезпечує максимальну швидкість руху до 230 км/год. Між Лінцом і Віднем будівництво нової паралельної високошвидкісної залізничної лінія (нім. Neue Westbahn, до 250 км/год) мало завершитися в 2015 році — включаючи прокладку тунелю Вінервальд.
У самому Відні колишній вокзал на станції Відень-Південний (нім. Südbahnhof) був знесений і на його місці був побудований новий центральний вокзал (нім. Wien Hauptbahnhof). З австрійської столиці поїзди прямуватимуть Східною залізницею до станції Братислава-Петржалка (включаючи сполучення з Міжнародним аеропортом Відня); південно-західне відгалуження прямує через Дьйор до Будапешту.